# Мария Шарапова
Марѝя Шара̀пова е руска тенисистка, родена на 19 април 1987 г. (Великден) в Няган, СССР.
Има 5 титли от Големия шлем. През 2014 г. печели отново Ролан Гарос, като побеждава румънката Симона Халеп. През 2012 г. побеждава Сара Ерани на финала на Ролан Гарос и оформя своя Голям шлем. През 2008 г. Шарапова печели Откритото първенство на Австралия след победа над Ана Иванович. В края на 2006 печели на финала на U.S. Open над Жустин Енен-Арден. Две години по-рано тя побеждава Серина Уилямс на финала на Уимбълдън.
На 26 февруари 2020 г., на 32-годишна възраст, приключва спортната си кариера. Съобщението Мария Шарапова публикува едновременно във Vogue и Vanity Fair

## Детство
Родителите ѝ се местят да живеят от Беларус в Русия след аварията в Чернобил през 1986 г. Малко след това се ражда Мария в Няган, Сибир. Когато е на две години, семейството ѝ се мести в Сочи. Там баща ѝ се запознава с Александър Кафелников – бащата на Евгени Кафелников (първият руски тенисист, ставал номер 1, носител на две титли от Големия шлем). Когато е на 4 години, Мария получава първата си тенис ракета от Александър и започва да тренира редовно с баща си. На 7-годишна възраст Шарапова посещава тенис клиниката на Мартина Навратилова в Москва, която ѝ препоръчва да започне да тренира в Академията на Ник Болетиери, където са тренирали тенисисти като Андре Агаси, Моника Селеш и Анна Курникова. Поради липса на средства баща ѝ заема пари, за да може двамата с дъщеря му да отидат в Съединените щати. Въпреки че никой от двамата не говори английски, те пристигат във Флорида през 1994 г. Майката на Мария не може да отиде с тях заради проблеми с визата. Баща ѝ се хваща на различни ниско платени работи, като миене на чинии, за да я издържа.

## Кариера

### 2004 и 2005
През 2004 Мария става третата най-млада носителка на титлата от Уимбълдън (след Лоти Дод и Мартина Хингис). По пътя си до титлата тя побеждава Ай Сугияма на четвъртфинал (5 – 7,7 – 5,6 – 1), Линдзи Дейвънпорт на полуфинал (2 – 6,6 – 7,6 – 1) и двукратната носителка на титлата – Серина Уилямс на финал (6 – 1,6 – 4). Шарапова става първата руска носителка на титлата от Уимбълдън. Няколко месеца по-късно е победата ѝ над Мери Пиърс – двукратна победителка в турнири от Големия шлем. Мария Шарапова завършва 2004 г. с победа над Серина Уилямс на WTAChampionship (4 – 6,6 – 2,6 – 4).
От юни 2004 до полуфинала ѝ на Уимбълдън през 2005 има 22 спечелени мача на тревна настилка, включително титлите от Бирмингам и Уимбълдън. Достига до полуфинал на Откритото първенство на Австралия 2005, където губи от Серина Уилямс (2 – 6,7 – 5,8 – 6). Докато защитава титлата си от Уимбълдън, Мария достига до полуфиналите без да загуби и сет, но там среща Винъс Уилямс и губи със 7 – 6,6 – 1.
Издига се до номер едно в световната ранглиста на 22 август 2005 г., но само за една седмица, когато Линдзи Дейвънпорт оглавява ранглистата. Шарапова става номер едно отново, въпреки загубата на полуфиналите на U.S. Open. Водачка е за шест седмици, след това отново е изместена от Дейвънпорт.
На полуфиналите на U.S. Open тя е победена от Ким Клайстърс и така не успява нито веднъж през годината да спечели тутнир от Големия шлем. По пътя ѝ към върха я спират бъдещите шампионки: на Откритото първенство на Австралия губи на полуфиналите от Серина Уилямс, на Ролан Гарос – четвъртфинали от Жустин Енен-Арден, на Уимбълдън – полуфиналите от Винъс Уилямс, на U.S. Open – полуфиналите от Ким Клайстърс.

### 2006
През 2006 на полуфинала на Откритото първенство на Австралия Мария Шарапова губи от Жустин Енен-Арден с 4 – 6, 6 – 1, 6 – 4. Това е единственият ѝ мач през годината, който е загубила след като е спечелила първия сет.
Маша печели първата си титла и единадесета в кариерата на Пасифик Лайф Оупън в Индиан Уелс, Калифорния. Шарапова и тогавашната номер 4 в света – Елена Дементиева са първите рускини, които достигат до финала му. На него триумфира Мария (6 – 1, 6 – 2). Скоро след това Шарапова губи финала на Nasdaq-100 open от Светлана Кузнецова (6 – 4,6 – 3).
Взима участие на Откритото първенство на Франция 2006 г. Там е елиминирана в четвъртия кръг от Динара Сафина (7 – 5, 2 – 6, 7 – 5). Участва и на турнира в Бирмингам, където губи полуфинала от американката Джамеа Джексън. За втора поредна година Шарапова е детронирана на полуфинала от бъдещата носителка на титлата – Амели Моресмо (6 – 3, 3 – 6, 6 – 2).
Мария печели втората си титла за 2006 на турнира Acura Classic в Сан Диего. Побеждава за първи път от пет срещи Ким Клайстърс със 7 – 5, 7 – 5.
Маша започва U.S. Open като трета в световната ранглиста. По пътя си към финала тя детронира Амели Моресмо – тогавашната номер едно с 6 – 0, 4 – 6, 6 – 0. На финала среща Жустин Енен-Арден. Побеждава я с 6 – 4, 6 – 4 и така печели втората си титла от турнир от Големия шлем.
Шарапова печели Цюрих Оупън като побеждава на финала Даниела Хантухова с 6 – 1, 4 – 6, 6 – 3. След това печели Generali Ladies Linz след като побеждава Надя Петрова със 7 – 5, 6 – 2. Това е нейната пета титла за 2006 и 15 в кариерата.

### 2007
Маша започва 2007 с достигане до финалите на WWCC и Откритото първенство на Австралия.
На Аустрелиън Оупън в първия кръг побеждава 62 в световната ранглиста – Камий Пин с 6 – 3,4 – 6,9 – 7 при температури над 40 градуса и надвишаващи 50 градуса на корта. В четвъртия кръг побеждава и Вера Звонарьова (7 – 5,6 – 4). На четвъртфинала тя детронира Анна Чакветадзе. На финала е победена от Серина Уилямс – номер осемдесет и едно в световната ранглиста (6 – 1, 6 – 2).
до 27 януари, 2007
- има 3 от 5 победи на полуфинали от Големия шлем
- има 3 от 8 победи над другите топ тенисистки в света (1 от 3 над Амели Моресмо,2 от 5 над Жустин Енен-Арден).
- побеждавала е 2 от 3 пъти Серина Уилямс, 3 от 4 пъти Ким Клейстерс.

### 2008
Мария започва 2008 година повече от обещаващо. Тя печели Откритото първенство на Австралия, без да загуби нито 1 сет през целия турнир, като на финала побеждава Ана Иванович от Сърбия със 7:5 6:3. Така Шарапова печели 3-тата си титла от турнир от Големия шлем. След Откритото първенство на Австралия тя прави серия от 18 поредни победи, която е спряна от Светлана Кузнецова.
През май Шарапова отново става номер 1, заради отказването на тогавашната лидерка Жустин Енен. След загубата от Динара Сафина в четвърти кръг на Ролан Гарос губи първото място. Лошото ѝ представяне продължава и на Уимбълдън, където отпада във втори кръг от 154-та в света Алла Кудрявцева.
През август Шарапова се отказва от участие в Роджърс къп заради контузия в рамото, която я изважда от игра до края на сезона. Въпреки това, тя все пак завършва годината под номер 9. През октомври се подлага на операция.

### 2009
Шарапова не защитава титлата си на Откритото първенство на Австралия, тъй като все още се възстановява от операцията. Връща се на корта през март за надпреварата на двойки на турнира БНП Париба Оупън в Индиън Уелс, където губи още в първи кръг. Оттегляйки се от по-нататъшни турнири, Шарапова изпада от първите 100 на ранг листата за първи път от шест години и достига 126 място. Връща се на корта през май, след 10-месечно отсъствие от турнири на сингъл, когато се включва на турнира във Варшава. Следващата седмица прави първата си поява на турнир от Голям шлем след операцията – Ролан Гарос, където е победена на четвъртфиналите от Доминика Цибулкова. Поставена под номер 24 на Уимбълдън, Мария губи във втори кръг от Жизела Дулко.
Шарапова играе финал на Роджърс къп, след което на Ю Ес Оупън достига трети кръг, побеждавайки преди това българката Цветана Пиронкова. Заради загубата Шарапова пада до номер 32. Мария печели първата си титла за годината в Токио, където съперничката ѝ Йелена Янкович се отказва на финала при резултат 5 – 2 в полза на Шарапова. Шарапова завършва годината под номер 14.

### 2010
На Откритото първенство на Австралия Шарапова отпада в първи кръг от Мария Кириленко. Така за първи път от 2003 г. тя не достига втори кръг на турнир от Големия шлем. На турнира в Индиън Уелс контузва лакътя си и отново отсъства от корта за известно време. Завръща се за турнира в Мадрид, където отпада в първи кръг.
Шарапова печели първата си титла на клей на турнира в Страсбърг и общо 22-ра в кариерата ѝ. На Ролан Гарос отпада в трети кръг от Жустин Енен.
На турнира в Бирмингам Мария достига финал за четвърти път, който губи от Ли На. Поставена под номер 16 на Уимбълдън Шарапова губи в четвърти кръг от поставената под номер 1 и бъдеща шампионка Серина Уилямс с резултат 6 – 7, 4 – 6, въпреки че има два сетбола в първия сет.
След Уимбълдън Мария достига два финала – в Станфорд, където губи от Виктория Азаренкаи на Синсинати Мастър, където губи от Ким Клайстерс, въпреки че има 3 мачбола при 5 – 3 във втория сет при сервиз на Клайстерс. На Ю ЕС Оупън отпада от тогавашната номер 1 Каролине Возняцки в четвърти кръг с резултат 3 – 6, 4 – 6.
Мария завършва годината под номер 18.

### 2011
Поставена под номер 14 на Откритото първенство на Австралия, Шарапова отпада в четвърти кръг от Андреа Петкович. На турнира в Индиън Уелс достига финал, където губи от Каролине Возняцки. Със спечелените точки Мария отново е част от топ 10, за първи път от февруари 2009 г.
На турнира в Маями Мария изиграва най-дългия мач в кариерата си – 3 часа и 28 минути, на четвъртфинала срещу Александра Дулгеру. Шарапова печели срещата с 3 – 6, 7 – 6, 7 – 6. На полуфинала си връща на Андреа Петкович за загубата от Откритото първенство на Австралия, побеждавайки я с 3 – 6, 6 – 0, 6 – 2. На финала е победена от Виктория Азаренка – 1 – 6, 4 – 6.
Шарапова печели титлата на турнира в Рим, което е най-голямото ѝ постижение на клей кортове до този момент, побеждавайки номер 1 Каролине Возняцки на полуфинала и Саманта Стосър на финала. Във втори кръг на Ролан Гарос изостава с 3 – 6, 1 – 4 от французойката Каролине Гарсия, но печели следващите 11 гейма и така продължава напред. Отпада на полуфинал от бъдещата шампионка Ли На с 4 – 6, 5 – 7.
На Уимбълдън Шарапова достига финала без загубен сет, но е победена от Петра Квитова с 3 – 6, 4 – 6. Това е първият ѝ финал на турнир от Шлема за три години.
На турнира в Синсинати Шарапова печели титлата, а финалът с Йелена Янкович е най-дългия при жените за годината – 2 часа и 49 минути (4 – 6, 7 – 6, 6 – 3). Така Мария се изкачва до номер 4 в световната ранглиста.
На Ю ЕС Оупън достига трети кръг, където е победена от Флавия Пенета. След турнира вече е 2-ра в ранглистата.
На турнира в Токио Мария достига четвъртфинал срещу Петра Квитова. Шарапова контузва глезена си и се отказва, при резултат 4 – 3 за Квитова. На турнира на шампионките в Истанбул е победена от Саманта Стосър и Ли На, след което се отказва заради контузията в глезена.
Завършва годината под номер 4.

### 2012
На Откритото първенство на Австралия Шарапова се представя убедително и достига полуфинал, където побеждава Петра Квитова с 6 – 2, 3 – 6, 6 – 4. На финала е надиграна от Виктория Азаренка с 3 – 6, 0 – 6. След турнира вече е номер 3 в световната ранглиста.
На четвъртфиналите в Индиън Уелс Шарапова побеждава Мария Кириленко след над 3-часова битка. След отказ на Ана Иванович в полуфинала, Мария достига до финал отново срещу Азаренка, който губи с 2 – 6, 3 – 6. На турнира Сони Ериксон Оупън в Маями, Мария играе финал срещу Радванска, който губи с 5 – 7, 4 – 6. Това е едва втората победа на Радванска над Шарапова от 9 изиграни мача.
Мария започва сезона на клей на турнира в Щутгарт. След трудни победи над Саманта Стосър (6 – 7(5), 7 – 6(5), 7 – 5) на четвъртфинал и Петра Квитова (6 – 4, 7 – 6(3)) на полуфинал, Шарапова достига до трети финал срещу Азаренка за 2012 г. Мария побеждава световната номер 1 с 6 – 1, 6 – 4 и така печели този турнир при дебютното си участие. На турнира в Мадрид е спряна на четвъртфиналната фаза от Серина Уилямс, която впоследствие печели турнира.
Следващият турнир на Мария е този в Рим, където защитава титлата си от 2011 г. След мачове с Ана Иванович, Винъс Уилямс и Анджелик Кербер, тя се изправя на финала срещу шампионката от Ролан Гарос 2011 г. Ли На. Мачът е изпълнен с обрати, а Маша спасява дори мачбол. Китайката повежда с 6:4, 4:0 и 40:0 на свой сервиз. Шарапова обаче осъществява уникален обрат, взима 8 поредни гейма и дори повежда с 4:1 в третия решителен сет. След това обаче, Ли връща и двата пробива и при 6:5 стига до мачбол, който е отразен от Шарапова. Заради дъжд мачът е доигран след два часа и Шарапова печели титлата със 7 на 5 точки в тайбрека на третия сет.
Мария започва Ролан Гарос поставена под номер 2. Началото на турнира е перфектно за нея, тъй като в първите три кръга тя губи едва 5 гейма. Първото ѝ сериозно препятствие е в четвърти кръг срещу чехкинята Клара Закопалова, срещу която губи втория сет в тайбрек, но постига победа с 6 – 2 в третия. На четвъртфинал побеждава естонката Кая Канепи с 6 – 2, 6 – 3. Както на Откритото първенство на Австралия през януари, така и тук, на полуфинал Шарапова се изправя срещу Петра Квитова. Мария побеждава убедително с 6 – 3, 6 – 3 и се класира за първия в кариерата си финал на Ролан Гарос. Там я чака изненадата на турнира, поставената под номер 21 италианка Сара Ерани. Мария започва страхотно мача, пробивайки два пъти, за да поведе с 4 – 0. Италианката обаче връща единия пробив, когато Мария сервира за петия гейм от сета. Въпреки това Маша затваря сета с 6 – 3, а във втория е още по-убедителна – 6 – 2. По този начин Мария става едва шестата тенисистка печелила всички четири турнира от Големия шлем. Преди нея това са правили Маргарет Корт, Крис Евърт, Мартина Навратилова, Щефи Граф и Серина Уилямс. Също така Шарапова се завръща на върха на ранглистата за първи път от 2008 година. По повод спечелването на трофея, Мария коментира: „Чувството е нереалистично. Това е най-уникалният момент в моята кариера. Не съм очаквала да ми се случи отново. Разсъждавах по същия начин, след като спечелих Уимбълдън на 17 години. Но когато паднах на колене днес, разбрах че случилото ми се, е наистина по-специално. (...) Аз наистина обичам да играя тенис. Лесно мога да кажа: имам пари, известна съм, имам достатъчно титли. Но когато обичаш това, което правиш и можеш да постигнеш много, спираш да мислиш за тези неща.“
Мария достига четвърти кръг на Уимбълдън, където губи от германката Сабине Лисицки с 4 – 6, 3 – 6. По този начин тя губи и първото място в света, като след турнира вече е трета, изпреварена от Виктория Азаренка и Агниешка Радванска.
Мария Шарапова има изключителната чест да стане първата жена, която носи флага на Русия на откриването на Олимпийските игри в Лондон. Тя започва ударно надпреварата, побеждавайки Шахар Пеер от Израел с 6 – 2, 6 – 0. Във втори кръг побеждава представителката на домакините Лаура Робсън, а в третия се изправя отново срещу Сабине Лисицки. В труден за нея мач, Мария губи първия сет с 8 – 10 в тайбрека, но взима останалите два с 6 – 4, 6 – 3 и си осигурява сблъсък с бившата номер едно – Ким Клейстерс. Маша побеждава в два сета – 6 – 2, 7 – 5 в последния мач на белгийката на трева, която спира кариерата си след Ю ЕС Оупън същата година. На полуфинала Мария среща сънародничката си Мария Кириленко и я побеждава с 6 – 2, 6 – 3. На финал я чака Серина Уилямс. След изключително мощна игра на американката, Шарапова бива разбита с 6 – 0, 6 – 1, при което златото отива за Уилямс, а Мария взима сребърния медал.

## Класиране в ранглистата в края на годината
| Година | 2002 | 2003 | 2004 | 2005 | 2006 | 2007 | 2008 | 2009 | 2010 | 2011 | 2012 | 2013 |
| ------ | ---- | ---- | ---- | ---- | ---- | ---- | ---- | ---- | ---- | ---- | ---- | ---- |
| Номер  | 186  | 32   | 4    | 4    | 2    | 5    | 9    | 14   | 18   | 4    | 2    | 4    |

## Финали

### Финали на турнири отГолемия шлем

#### Сингъл: 10 (5 титли, 5 финала)
| Изход     | Година | Турнир                          | Surface | Опонент           | Резултат                   |
| --------- | ------ | ------------------------------- | ------- | ----------------- | -------------------------- |
| Победител | 2004   | Уимбълдън                       | Трева   | Серина Уилямс     | 6 – 1, 6 – 4               |
| Победител | 2006   | Открито първенство на САЩ       | Твърда  | Жустин Енен       | 6 – 4, 6 – 4               |
| Финалист  | 2007   | Открито първенство на Австралия | Твърда  | Серина Уилямс     | 1 – 6, 2 – 6               |
| Победител | 2008   | Открито първенство на Австралия | Твърда  | Ана Иванович      | 7 – 5, 6 – 3               |
| Финалист  | 2011   | Уимбълдън                       | Трева   | Петра Квитова     | 3 – 6, 4 – 6               |
| Финалист  | 2012   | Открито първенство на Австралия | Твърда  | Виктория Азаренка | 3 – 6, 0 – 6               |
| Победител | 2012   | Ролан Гарос                     | Клей    | Сара Ерани        | 6 – 3, 6 – 2               |
| Финалист  | 2013   | Ролан Гарос                     | Клей    | Серина Уилямс     | 4 – 6, 4 – 6               |
| Победител | 2014   | Ролан Гарос                     | Клей    | Симона Халеп      | 6 – 4, 6 – 7(5 – 7), 6 – 4 |
| Финалист  | 2015   | Открито първенство на Австралия | Твърда  | Серина Уилямс     | 3 – 6, 6 – 7(5 – 7)        |

#### Участия наШампионат на WTA Тур
| Година | Етап                           | Съперник      | Резултат            |
| ------ | ------------------------------ | ------------- | ------------------- |
| 2004   | Победител                      | Серина Уилямс | 4 – 6, 6 – 4, 6 – 4 |
| 2005   | Полуфинал                      | Амели Моресмо | 6 – 7(1), 3 – 6     |
| 2006   | Полуфинал                      | Жустин Енен   | 2 – 6, 6 – 7(5)     |
| 2007   | Финал                          | Жустин Енен   | 7 – 5, 5 – 7, 3 – 6 |
| 2008   | не участва                     | -             | -                   |
| 2009   | не участва                     | -             | -                   |
| 2010   | не участва                     | -             | -                   |
| 2011   | отк. в групите заради контузия | -             | -                   |
| 2012   | Финал                          | Серина Уилямс | 4 – 6, 3 – 6        |
| 2013   | не участва                     | -             | -                   |

| Година      | Постижение     | Съперник      | Резултат     |
| ----------- | -------------- | ------------- | ------------ |
| Лондон 2012 | Сребърен медал | Серина Уилямс | 0 – 6, 1 – 6 |

| Легенда            |
| Задължителни висши |
| Висши 5            |
| Висши              |
| Международни       |

### Спечелени титли на сингъл (21)
| №   | Година | Турнир          | Съперник          | Резултат               |
| --- | ------ | --------------- | ----------------- | ---------------------- |
| 1.  | 2004   | Бирмингам       | Татяна Головин    | 4 – 6, 6 – 2, 6 – 1    |
| 2.  | 2004   | Сеул            | Марта Домаховска  | 6 – 1, 6 – 1           |
| 3.  | 2005   | Пан Пасифик     | Линдзи Дейвънпорт | 6 – 1, 3 – 6, 7 – 6(5) |
| 4.  | 2005   | Доха            | Алиша Молик       | 4 – 6, 6 – 1, 6 – 4    |
| 5.  | 2005   | Бирмингам       | Йелена Янкович    | 6 – 2, 4 – 6, 6 – 1    |
| 6.  | 2006   | Индиън Уелс     | Елена Дементиева  | 6 – 1, 6 – 2           |
| 7.  | 2006   | Сан Диего       | Ким Клайстърс     | 7 – 5, 7 – 5           |
| 8.  | 2006   | Линц            | Надя Петрова      | 7 – 5, 6 – 2           |
| 9.  | 2007   | Сан Диего       | Пати Шнидер       | 6 – 2, 3 – 6, 6 – 0    |
| 10. | 2008   | Доха            | Вера Звонарьова   | 6 – 1, 2 – 6, 6 – 0    |
| 11. | 2009.  | Пан Пасифик     | Йелена Янкович    | 5 – 2, отк. на Янкович |
| 12. | 2010   | Мемфис          | София Арвидсон    | 6 – 2, 6 – 1           |
| 13. | 2010   | Страсбург       | Кристина Бароис   | 7 – 5, 6 – 1           |
| 14. | 2011   | Рим             | Саманта Стосър    | 6 – 2, 6 – 4           |
| 15. | 2011   | Синсинати       | Йелена Янкович    | 4 – 6, 7 – 6(3), 6 – 3 |
| 16. | 2012   | Щутгарт         | Виктория Азаренка | 6 – 1, 6 – 4           |
| 17. | 2012   | Рим             | На Ли             | 4 – 6, 6 – 4, 7 – 6(5) |
| 18. | 2013   | Индиън Уелс     | Каролине Возняцки | 6 – 2, 6 – 2           |
| 19. | 2013   | Щутгарт         | На Ли             | 6 – 4, 6 – 3           |
| 20. | 2014   | Щутгарт         | Ана Иванович      | 3 – 6, 6 – 4, 6 – 1    |
| 21. | 2014   | Мадрид, Испания | Симона Халеп      | 1 – 6, 6 – 2, 6 – 3    |

| №   | Година | Турнир      | Съперник           | Резултат               |
| --- | ------ | ----------- | ------------------ | ---------------------- |
| 1.  | 2005   | Маями       | Ким Клайстърс      | 3 – 6, 5 – 7           |
| 2.  | 2006   | Дубай       | Жустин Енен        | 5 – 7, 2 – 6           |
| 3.  | 2006   | Маями       | Светлана Кузнецова | 4 – 6, 3 – 6           |
| 4.  | 2007   | Бирмингам   | Йелена Янкович     | 6 – 4, 3 – 6, 5 – 7    |
| 5.  | 2009   | Торонто     | Елена Дементиева   | 4 – 6, 3 – 6           |
| 6.  | 2010   | Бирмингам   | На Ли              | 5 – 7, 1 – 6           |
| 7.  | 2010   | Станфорд    | Виктория Азаренка  | 4 – 6, 1 – 6           |
| 8.  | 2010   | Синсинати   | Ким Клайстърс      | 6 – 2, 6 – 7(4), 2 – 6 |
| 9.  | 2011   | Маями       | Виктория Азаренка  | 1 – 6, 4 – 6           |
| 10. | 2012   | Индиън Уелс | Виктория Азаренка  | 2 – 6, 3 – 6           |
| 11. | 2012   | Маями       | Агниешка Радванска | 5 – 7, 4 – 6           |
| 12. | 2012   | Пекин       | Виктория Азаренка  | 3 – 6, 1 – 6           |
| 13. | 2013   | Маями       | Серина Уилямс      | 6 – 4, 3 – 6, 0 – 6    |
| 14. | 2013   | Мадрид      | Серина Уилямс      | 1 – 6, 4 – 6           |

## Награди
2003
- WTA, дебют на годината
- Най-гореща спортистка на година (Максим)

2004
- WTA, тенисистка на годината
- WTA, най-прогресираща тенисистка
- WTA, най-добър сервис
- Най-гореща спортистка на годината (Максим)

2005
- ESPY, най-добра тенисистка
- Най-добрата спортистка на Русия за годината
- Майстор на спорта в Русия
- Най-гореща спортистка на годината (Максим)
- Prix de Citron, Ролан Гарос

2006
- Най-гореща спортистка на годината (Максим)
- Най-добрата спортистка на Русия за годината

2007
- ESPY, най-добра тенисистка
- ESPY, най-добра международна спортистка
- ESPN, най-гореща спортистка

2008
- Американска Спортна Академия, спортистка на месец Януари
- ESPY, най-добра тенисистка

2010
- WTA, любимка на феновете
- WTA, хуманист на годината
- WTA, най-модерен играч (на корта)
- WTA, най-модерен играч (извън корта)
- WTA, най-драматична изразителност

2012
- ESPY, най-добра тенисистка

## Личен живот
През 2005 г. за кратко се среща със солиста на поп-рок групата Maroon 5 Адам Лавин.
На 21 октомври 2010 г. е обявен годежът на Шарапова със словенския баскетболист, играещ в НБА, Саша Вуячич. През август 2012 г. Шарапова обявява, че са се разделили.
През май 2013 г. Шарапова подтвърждава информацията, че се среща с българския теннисист Григор Димитров. Разделят се през 2015 г.
На 19 октомври 2018 г. Мария Шарапова публикува в своя акаунт в социалната мрежа Instagram фотография на британския милионер Александър Гилкс (Alexander Mark Heming Gilkes), като подтвърждава, че с него са в „романтични отношения“. През декември 2020 г. те се сгодяват. През април 2022 г. Мария съобщава, че е бременна. На 1 юли 2022 г. Мария Шарапова ражда син, Теодор.

## Бизнес
Понастоящем Шарапова е посланик на такива брандове, като Nike, Head, Supergroup, Evian, Porsche, Samsung, Colgate, Palmolive, а също е бившо „лице“ на брандовете TAG Heuer., Avon

### Sugarpova
В края на 2011 г. Шарапова основава и регистрира във Флорида собствена компания за производство на сладкарски продукти под названието Sugarpova.
Sugarpova  е марка сладкарски изделия, създадена от Мария Шарапова и Джеф Рубин, основател на IT'SUGAR. Както е казано на официалния сайт на бранда: „Sugarpova е първокласна линия бонбони, която отразява забавната, модерна, сладка страна на международната тенис сензация Мария Шарапова.“ През 2012-2015 г. фирмата се специализира изключително в производството на мармаладени сладки.
През февруари 2016 г. Мария съобщава, че е започнала сътрудничество с полската компания Baron Chocolatier с цел да се създаде премиум линия шоколад. Тази линия шоколад се появява през май 2016 г. (преди Roland Garros 2016). Шарапова планира да разшири асортимента на бранда, като започне да пуска продукция за всекидневния живот.
Продукцията с марката Sugarpova се продава в 32 страни. През 2019 г. оборотът на компанията възлиза на 20 млн. долара.

### Състояние
По данни на списание „Forbes“, през 2004 г. Мария Шарапова е спечелила 18,2 млн. долара. В периода от 1 май 2010 г. до 1 май 2011 г. Шарапова е включена в списъка на най-високоплатените спортсмени по версията на списанието. Доходът ѝ за този отрязък от време е оценен на 24,2 млн. долара. През 2013 г. тя за девети пореден път е призната за най-високоплатената спортсменка в света. 
През 2005 г. „Forbes“ включва Шарапова в списъка на „100 най-влиятелни световни знаменитости“, тя се оказва единствената рускиня в този списък.
През 2021 г. заема трето място в рейтинга на тенисистките, които повече от всички са спечелили през своята кариера. Сумата възлиза на 38 777 962 долара.